# Вагон метро 81-540.2к/541.2к
Вагони метрополітену моделей 81-540.2к (головний) та 81-541.2к (проміжний), були розроблені Ленінградським вагонобудівним заводом ім. І. Є. Єгорова. Є модифікацією вагонів 81-540/541.

## Галерея

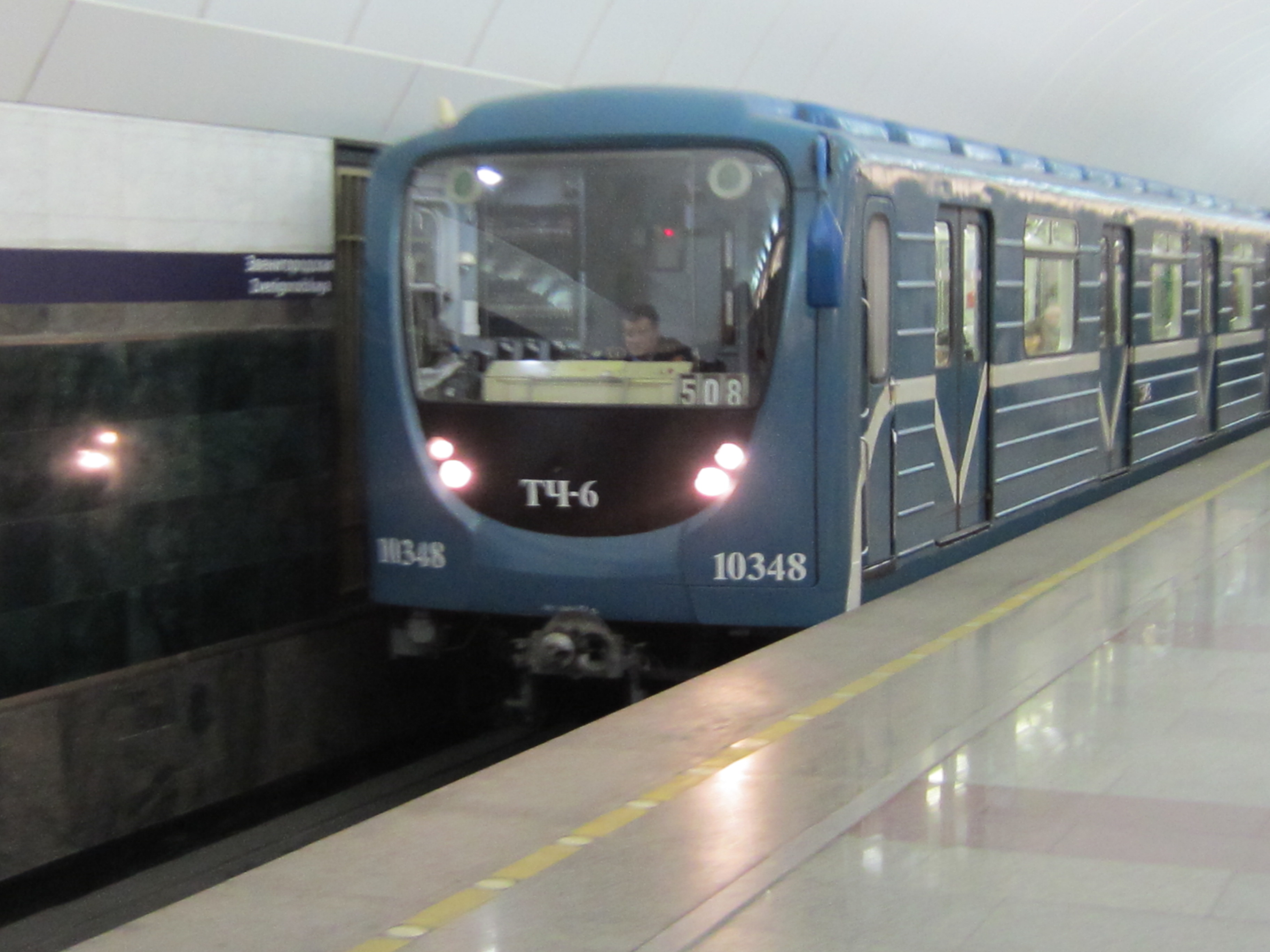
81-540.2к у Петебурзькому метро
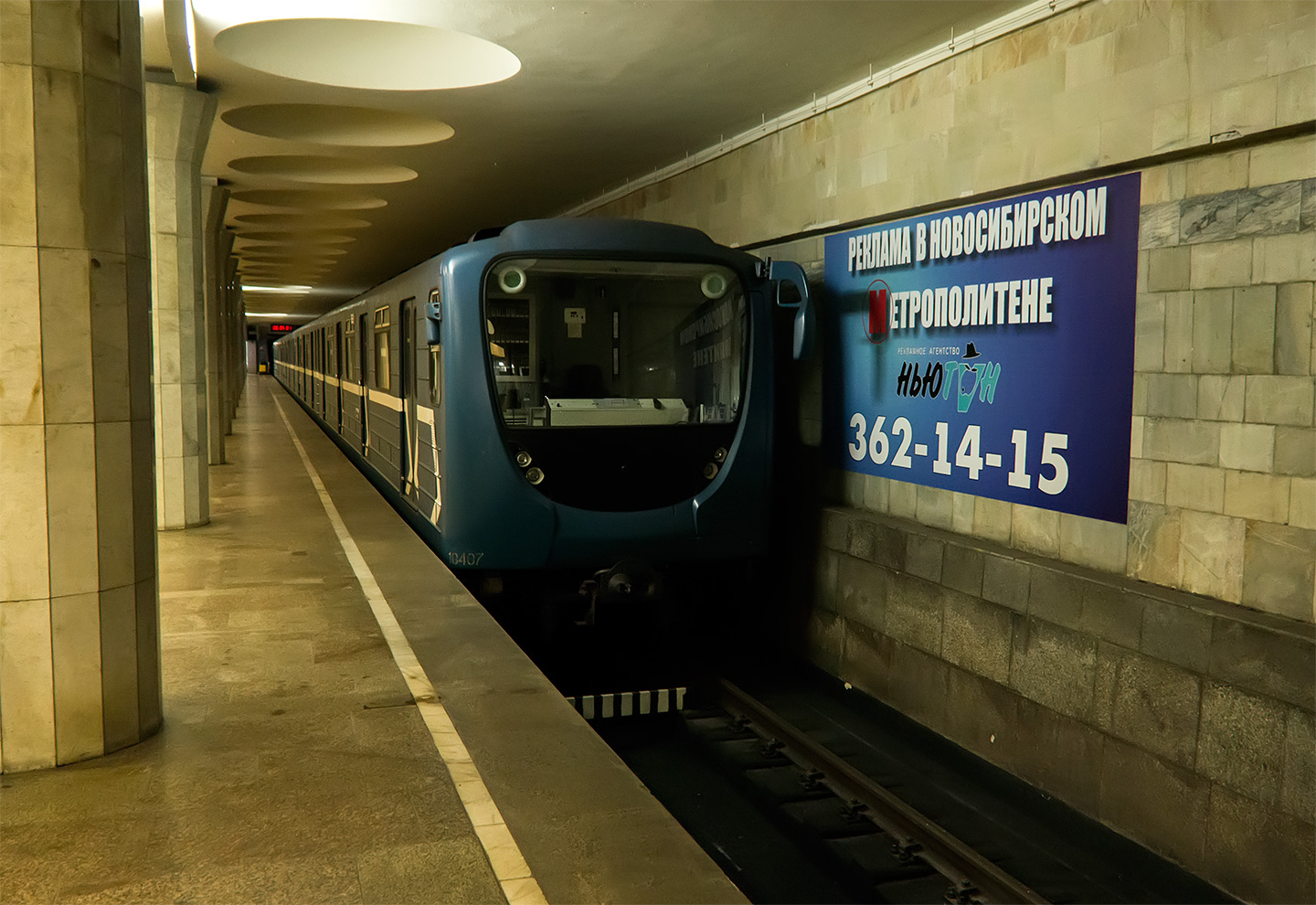
81-540.2к у Новосибірському метрополітені
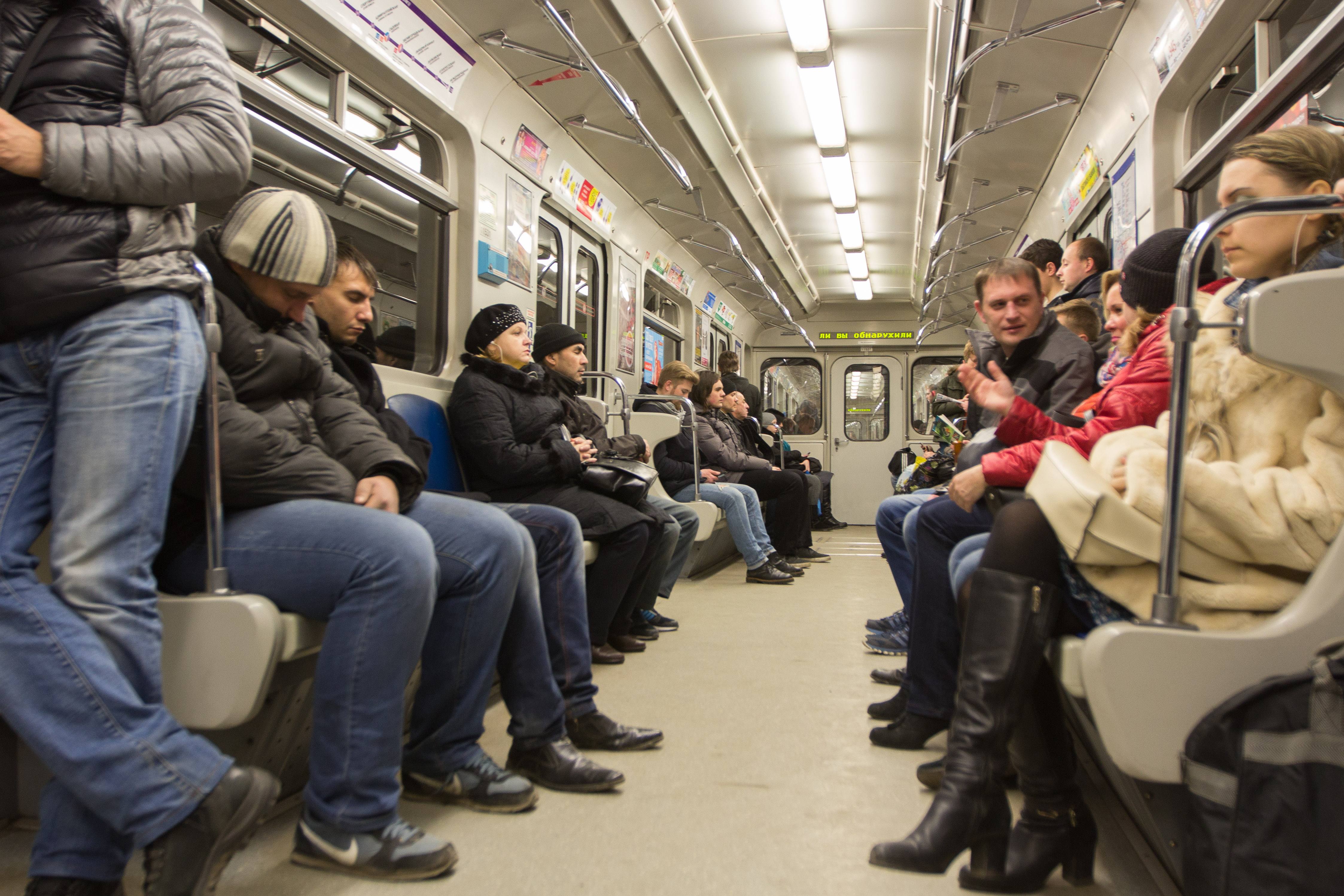
Пасажирський салон

## Конструкція
Поїзд складається із головних вагонів 81-540.2к і проміжних вагонів 81-541.2к, які можна замінити вагонами 81-714.